# Transylvanosaurus
Transylvanosaurus platycephalus is een plantenetende ornithischische dinosauriër, behorende tot de Euornithopoda, die tijdens het late Krijt leefde in het gebied van het huidige Roemenië.

## Naamgeving
In het Haţegbekken werd juli 2007 door Ș. Vasile in de vallei van de Bărbat een schedel gevonden van een kleine euornithopode.
In 2022 werd de typesoort Transylvanosaurus platycephalus benoemd en beschreven door Felix J. Augustin, Dylan Bastiaans, Mihai D. Dumbravă en Zoltán Csiki-Sava. De geslachtnaam verwijst naar Transsylvanië. De soortaanduiding betekent "platkop" van het Grieks platys, "plat", breed", en κεφαλῇ, kephalè, "hoofd".
Het holotype LPB (FGGUB) R.2070 is gevonden in de Puilagen die dateren uit het middelste Maastrichtien. Het bestaat uit een schedeldak, van de voorhoofdsbeenderen tot en met de onderste hersenpan.

## Beschrijving
Transylvanosaurus is ongeveer twee meter lang. De gevonden elementen hebben samen een lengte van zo'n twaalf centimeter.
De beschrijvers wisten enkele onderscheidende kenmerken vast te stellen waarin Transylvanosaurus verschilt van alle andere rhabdodontiden. De voorhoofdsbeenderen zijn bijzonder breed en voorzien van kammen. De processus paroccipitales zijn langwerpig en recht, voornamelijk schuin naar achteren en bezijden uitstekend. De processus prootici steken opvallend uit, zijn massief gebouwd en zijn hoofdzakelijk schuin naar voren, bezijden en beneden gericht. De tubera basilaria zijn breed en kamvormig en raken de lengteas van het basicranium onder een zeer vlakke hoek. De processus basipterygoidei staan wijd gespreid en steken hoofdzakelijk schuin naar bezijden en beneden uit maar ook iets naar voren. Het basicranium heeft een goed ontwikkelde inkeping op de zijde, die doorloopt, recht is en schuin naar voren en beneden gericht.

## Fylogenie
Transylvanosaurus werd in de Rhabdodontidae geplaatst.
Het volgende cladogram toont de positie van Transylvanosaurus in de evolutionaire stamboom volgens het beschrijvende artikel.
|  | Rhabdodon |
|  | |
|  | \| \| Transylvanosaurus \| \| \| \| \| \| Mochlodon vorosi \| \| \| \| \| \| Mochlodon suessi \| \| \| \| \| \| Zalmoxes shqiperorum \| \| \| \| \| \| Zalmoxes robustus \| \| \| \| |
|  | |
|  | Transylvanosaurus |
|  | |
|  | Mochlodon vorosi |
|  | |
|  | Mochlodon suessi |
|  | |
|  | Zalmoxes shqiperorum |
|  | |
|  | Zalmoxes robustus |
|  | |

|  | Transylvanosaurus    |
|  |                      |
|  | Mochlodon vorosi     |
|  |                      |
|  | Mochlodon suessi     |
|  |                      |
|  | Zalmoxes shqiperorum |
|  |                      |
|  | Zalmoxes robustus    |
|  |                      |

|  | Rhabdodon |
|  | |
|  | \| \| Transylvanosaurus \| \| \| \| \| \| Mochlodon vorosi \| \| \| \| \| \| Mochlodon suessi \| \| \| \| \| \| Zalmoxes shqiperorum \| \| \| \| \| \| Zalmoxes robustus \| \| \| \| |
|  | |
|  | Transylvanosaurus |
|  | |
|  | Mochlodon vorosi |
|  | |
|  | Mochlodon suessi |
|  | |
|  | Zalmoxes shqiperorum |
|  | |
|  | Zalmoxes robustus |
|  | |

|  | Transylvanosaurus    |
|  |                      |
|  | Mochlodon vorosi     |
|  |                      |
|  | Mochlodon suessi     |
|  |                      |
|  | Zalmoxes shqiperorum |
|  |                      |
|  | Zalmoxes robustus    |
|  |                      |

Hoewel de polychotomie of "kam" dit niet ondersteunt, vermoedden de beschrijvers dat Transylvanosaurus speciaal verwant is aan Rhabdodon en een aanwijzing vormt voor aan radiatie van Iberia uit naar het Haţegeiland. Daar zou een proces van dwergvorming hebben plaatsgevonden.